# Liga de Campeones de la OFC 2014
La Liga de Campeones de la OFC 2014 fue la decimotercera edición del máximo torneo a nivel de clubes de Oceanía. Es el segundo campeonato que cuenta con el formato de ronda preliminar entre los cuatro equipos de las Islas Cook, Samoa, Samoa Americana y Tonga, y con el sistema de semifinales a ida y vuelta, aunque esta vez la final se no se jugó a partido único, sino a ida y vuelta. Auckland City obtuvo su sexto título en la competición y clasificó a la Copa Mundial de Clubes 2014, a disputarte en Marruecos. Clasificó también junto con Amicale, el subcampeón; y cuatro equipos más, a la Copa Presidente de la OFC. La fase de grupos fue disputada en las ciudades fiyianas de Ba y Lautoka, además, los participantes aumentaron a 12.
Los equipos clasificados fueron el Ba Football Association y el Nadi FC de Fiyi, el Auckland City y el Waitakere United de Nueva Zelanda, el Hekari United, primero de la fase regular de la Liga Nacional de Papúa Nueva Guinea, el Tafea, ganador de la Primera División de Vanuatu, el Amicale FC, subcampeón de la liga vanuatuense, el AS Dragon y Tefana, campeón y subcampeón respectivamente de la liga de la Polinesia Francesa, y el AS Magenta, campeón neocaledonio.
La fase preliminar fue disputada en Pago Pago, capital de Samoa Americana, entre el Kiwi FC de Samoa, el Tupapa Maraerenga cookiano, el Pago Youth samoamericano y el SC Lotoha'apai de Tonga entre el 15 y el 19 de octubre de 2013. El equipo samoano, el Kiwi, se proclamó la ganador de dicha instancia y clasificó a la fase de grupos.
El sorteo de los grupos se realizó el 7 de octubre de 2013 en Auckland, Nueva Zelanda, aunque no se definió el orden de los clubes dentro de cada grupo, lo que sería decido el 7 de febrero. A principios del 2014 se determinó que la competición comenzara el 7 de abril.,

## Equipos participantes
| País                               | Equipo                         | Vía de clasificación                                                                          |
| ---------------------------------- | ------------------------------ | --------------------------------------------------------------------------------------------- |
| Nueva Zelanda 2 cupos              | Waitakere United Auckland City | Primero fase regular y campeón ASB Prem. 2012/13 Segundo fase regular ASB Premiership 2012/13 |
| Fiyi 2 cupos                       | Ba Nadi                        | Campeón de la Liga Nacional de Fiyi 2013 Subcampeón de la Liga Nacional de Fiyi 2013          |
| Vanuatu 2 cupos                    | Tafea Amicale                  | Campeón Primera División de Vanuatu 2013 Subcampeón Primera División de Vanuatu 2013          |
| Tahití 2 cupos                     | Dragon Pirae                   | Campeón Primera División de Tahití 2013 Subcampeón Primera División de Tahití 2013            |
| Islas Salomón 1 cupo               | Solomon Warriors               | Campeón de la Telekom S-League 2013/14                                                        |
| Papúa Nueva Guinea 1 cupo          | Hekari United                  | Primero fase regular Telikom National League 2012/13                                          |
| Nueva Caledonia 1 cupo             | Magenta                        | Campeón Superliga de Nueva Caledonia 2012                                                     |
| Tonga 1 cupo fase previa           | Lotoha'apai                    | Campeón Primera División de Tonga 2012                                                        |
| Samoa 1 cupo fase previa           | Kiwi                           | Campeón Liga Nacional de Samoa 2011/12                                                        |
| Samoa Americana 1 cupo fase previa | Pago Youth                     | Campeón Liga de Fútbol FFAS 2012                                                              |
| Islas Cook 1 cupo fase previa      | Tupapa Maraerenga              | Campeón Primera División de las Islas Cook 2012                                               |

## Fase preliminar
Se disputó en Pago Pago, Samoa Americana del 15 al 19 de octubre. El Kiwi FC, ganador de la instancia, clasificó a la fase de grupos.
Los horarios corresponden al huso horario de Samoa Americana (UTC -11).
| Club              | Pts | J | G | E | P | GF | GC | GD  |
| ----------------- | --- | - | - | - | - | -- | -- | --- |
| Kiwi FC           | 9   | 3 | 3 | 0 | 0 | 12 | 3  | 9   |
| Tupapa Maraerenga | 6   | 3 | 2 | 0 | 1 | 14 | 4  | 10  |
| SC Lotoha'apai    | 0   | 2 | 0 | 0 | 2 | 2  | 7  | -5  |
| Pago Youth        | 0   | 2 | 0 | 0 | 2 | 2  | 16 | -14 |

| 15 de octubre de 2013, 12:00 | SC Lotoha'apai | 0:3 (0:1) | Tupapa Maraerenga                  | Pago Park, Pago Pago                                  |                                                       |
|                              |                | Reporte   | Best 10' · Harmon 83' · Fowler 87' | Asistencia: 900 espectadores Árbitro(s): Salesh Chand | Asistencia: 900 espectadores Árbitro(s): Salesh Chand |

| 16 de octubre de 2013, 09:00 | Kiwi FC                             | 5:1 (4:0) | Pago Youth | Pago Park, Pago Pago                                 |                                                      |
|                              | Gaughan 14' 30' 65' · Cowan 23' 39' | Reporte   | Kang 61'   | Asistencia: 700 espectadores Árbitro(s): Matt Conger | Asistencia: 700 espectadores Árbitro(s): Matt Conger |

| 17 de octubre de 2013, 12:00 | SC Lotoha'apai                | 2:4 (2:2) | Kiwi FC                                 | Pago Park, Pago Pago     |                          |
|                              | Kolofale 10' · M. Uhatahi 15' |           | Mason 12' · Cowan 33' 51' · Gaughan 59' | Árbitro(s): Isaac Trevis | Árbitro(s): Isaac Trevis |

| 17 de octubre de 2013, 15:00 | Pago Youth | 1:11 (1:2) | Tupapa Maraerenga | Pago Park, Pago Pago            |                                 |
|                              | Kang 1'    |            | Paulus 17' 71' (pen.) · Best 45+1' · Strickland 51' (pen.) · Margetts 55' 60' (pen.) 78' 87' · Ruka 85' · Turepu 90' · Harmon 90+3' | Árbitro(s): Campbell-Kirk Waugh | Árbitro(s): Campbell-Kirk Waugh |

| 19 de octubre de 2013, 12:00 | Pago Youth | Cancelado | SC Lotoha'apai | Pago Park, Pago Pago     |  |
| |            |           |                | Árbitro(s): Salesh Chand |  |
| El partido fue cancelado por lluvia, y no fue reprogramado al ser un partido sin relevancia, ya que ambos equipos estaban eliminados. |            |           |                |                          |  |

| 19 de octubre de 2013, 14:30 | Tupapa Maraerenga | 0:3 (0:2) | Kiwi FC                             | Pago Park, Pago Pago    |                         |
|                              |                   |           | Cowan 22' · Mason 27' · Gaughan 88' | Árbitro(s): Matt Conger | Árbitro(s): Matt Conger |

### Goleadores
| Jugador        | Equipo            | Goles |
| -------------- | ----------------- | ----- |
| Adam Cowan     | Kiwi FC           | 5     |
| Joseph Gaughan | Kiwi FC           | 5     |
| Sam Margetts   | Tupapa Maraerenga | 4     |
| Byron Paulus   | Tupapa Maraerenga | 2     |
| Campbell Best  | Tupapa Maraerenga | 2     |
| Grover Harmon  | Tupapa Maraerenga | 2     |
| Gun Kang       | Pago Youth        | 2     |
| Jaime Mason    | Kiwi FC           | 2     |

## Fase de grupos

### Grupo A
| Club             | Pts | J | G | E | P | GF | GC | GD  |
| ---------------- | --- | - | - | - | - | -- | -- | --- |
| Pirae            | 9   | 3 | 3 | 0 | 0 | 13 | 2  | 11  |
| Solomon Warriors | 4   | 3 | 1 | 1 | 1 | 10 | 3  | 7   |
| Waitakere United | 4   | 3 | 1 | 1 | 1 | 4  | 4  | 0   |
| Kiwi             | 0   | 3 | 0 | 0 | 3 | 0  | 18 | -18 |

#### Resultados
| 9 de abril de 2014, 13:00 | Kiwi | 0:2 (0:2) | Waitakere United        | Churchill Park, Lautoka  |                          |
|                           |      | Reporte   | French 19' · Totori 32' | Árbitro(s): Nawen Hopken | Árbitro(s): Nawen Hopken |

| 9 de abril de 2014, 16:00 | Solomon Warriors | 1:2 (0:2) | Pirae                  | Churchill Park, Lautoka  |                          |
|                           | Naka 56'         | Reporte   | Vahirua 12' · Tepa 26' | Árbitro(s): Salesh Chand | Árbitro(s): Salesh Chand |

| 12 de abril de 2014, 13:00 | Pirae                                                                               | 8:0 (6:0) | Kiwi | Churchill Park, Lautoka     |                             |
|                            | Bennett 5' 6' 22' 90+1' · Vahirua 25' · Li Fung Kuee 37' (pen.) 45+2' · Dallera 73' | Reporte   |      | Árbitro(s): Bertrand Billon | Árbitro(s): Bertrand Billon |

| 12 de abril de 2014, 16:00 | Waitakere United | 1:1 (0:1) | Solomon Warriors | Churchill Park, Lautoka  |                          |
|                            | Seda 86' (a.g.)  | Reporte   | Naka 45'         | Árbitro(s): Salesh Chand | Árbitro(s): Salesh Chand |

| 15 de abril de 2014, 13:00 | Kiwi | 0:8 (0:5) | Solomon Warriors                                                         | Churchill Park, Lautoka     |                             |
|                            |      | Reporte   | Naka 6' · Lea'alafa 8' 20' 26' 89' · Ifuanaoa 42' · Donga 59' · Feni 68' | Árbitro(s): Ravitesh Behari | Árbitro(s): Ravitesh Behari |

| 15 de abril de 2014, 16:00 | Pirae                                      | 3:1 (2:0) | Waitakere United | Churchill Park, Lautoka     |                             |
|                            | Li Fung Kuee 1' · Bennett 17' · Tepa 90+2' | Reporte   | Stevens 56'      | Árbitro(s): Bertrand Billon | Árbitro(s): Bertrand Billon |

### Grupo B
| Club          | Pts | J | G | E | P | GF | GC | GD  |
| ------------- | --- | - | - | - | - | -- | -- | --- |
| Amicale       | 9   | 3 | 3 | 0 | 0 | 8  | 0  | 8   |
| Auckland City | 6   | 3 | 2 | 0 | 1 | 6  | 1  | 5   |
| Dragon        | 3   | 3 | 1 | 0 | 2 | 5  | 4  | 1   |
| Nadi          | 0   | 3 | 0 | 0 | 3 | 0  | 14 | -14 |

#### Resultados
| 8 de abril de 2014, 13:00 | Amicale    | 1:0 (1:0) | Dragon | Churchill Park, Lautoka  |                          |
|                           | Sakama 19' | Reporte   |        | Árbitro(s): Gerald Oiaka | Árbitro(s): Gerald Oiaka |

| 8 de abril de 2014, 16:00 | Auckland City                         | 3:0 (3:0) | Nadi | Churchill Park, Lautoka     |                             |
|                           | João Moreira 12' · Kim 23' · Tade 40' | Reporte   |      | Árbitro(s): Bertrand Billon | Árbitro(s): Bertrand Billon |

| 11 de abril de 2014, 13:00 | Dragon | 0:3 (0:1) | Auckland City                         | Churchill Park, Lautoka  |                          |
|                            |        | Reporte   | Kim 14' · Tade 48' · João Moreira 59' | Árbitro(s): Nawen Hopken | Árbitro(s): Nawen Hopken |

| 11 de abril de 2014, 16:00 | Nadi | 0:6 (0:0) | Amicale                                               | Churchill Park, Lautoka    |                            |
|                            |      | Reporte   | Dordevic 59' · Vasilic 73' 89' 90+3' · Tangis 85' 90' | Árbitro(s): Norbert Hauata | Árbitro(s): Norbert Hauata |

| 14 de abril de 2014, 13:00 | Nadi | 0:5 (0:1) | Dragon                                                                       | Churchill Park, Lautoka |                         |
|                            |      | Reporte   | A. Tehau 33' · T. Tehau 62' · Chong Hue 69' · Tetauira 75' · Vero 84' (pen.) | Árbitro(s): Matt Conger | Árbitro(s): Matt Conger |

| 14 de abril de 2014, 16:00 | Amicale    | 1:0 (1:0) | Auckland City | Churchill Park, Lautoka |  |
|                            | Fred 45+1' | Reporte   |               |                         |  |

### Grupo C
| Club          | Pts | J | G | E | P | GF | GC | GD |
| ------------- | --- | - | - | - | - | -- | -- | -- |
| Ba            | 7   | 3 | 2 | 1 | 0 | 7  | 1  | 6  |
| Magenta       | 4   | 3 | 1 | 1 | 1 | 5  | 5  | 0  |
| Tafea         | 3   | 3 | 1 | 0 | 2 | 4  | 8  | -4 |
| Hekari United | 2   | 3 | 0 | 2 | 1 | 4  | 6  | -2 |

#### Resultados
| 7 de abril de 2014, 13:00 | Tafea                               | 3:1 (2:1) | Hekari United     | Govind Park, Ba         |                         |
|                           | Damalip 9' · Nawo 29' · Mansale 81' | Reporte   | Tanito 41' (pen.) | Árbitro(s): Matt Conger | Árbitro(s): Matt Conger |

| 7 de abril de 2014, 16:00 | Magenta | 0:2 (0:1) | Ba                            | Govind Park, Ba            |                            |
|                           |         | Reporte   | Vakatalesau 19' · Zahid 90+1' | Árbitro(s): Norbert Hauata | Árbitro(s): Norbert Hauata |

| 10 de abril de 2014, 13:00 | Ba                                      | 4:0 (0:0) | Tafea | Govind Park, Ba         |                         |
|                            | Dunadamu 48' 51' · Rao 83' · Nakama 90' | Reporte   |       | Árbitro(s): Matt Conger | Árbitro(s): Matt Conger |

| 10 de abril de 2014, 16:00 | Hekari United             | 2:2 (0:0) | Magenta              | Govind Park, Ba          |                          |
|                            | Dabingyaba 51' · Muri 65' | Reporte   | Kaï 62' · Wajoka 71' | Árbitro(s): Gerald Oiaka | Árbitro(s): Gerald Oiaka |

| 13 de abril de 2014, 13:00 | Tafea           | 1:3 (0:2) | Magenta                             | Govind Park, Ba          |                          |
|                            | Kalo 63' (pen.) | Reporte   | Nichols 31' · Kaï 45' · Gnipate 81' | Árbitro(s): Gerald Oiaka | Árbitro(s): Gerald Oiaka |

| 13 de abril de 2014, 16:00 | Ba         | 1:1 (0:1) | Hekari United | Govind Park, Ba          |                          |
|                            | Suwamy 66' | Reporte   | Tanito 37'    | Árbitro(s): Nawen Hopken | Árbitro(s): Nawen Hopken |

### Mejores segundos
| Club             | Grupo | Pts | J | G | E | P | GF | GC | GD |
| ---------------- | ----- | --- | - | - | - | - | -- | -- | -- |
| Auckland City    | B     | 6   | 3 | 2 | 0 | 1 | 6  | 1  | 5  |
| Solomon Warriors | A     | 4   | 3 | 1 | 1 | 1 | 10 | 3  | 7  |
| Magenta          | C     | 4   | 3 | 1 | 1 | 1 | 5  | 5  | 0  |

## Fase final
|  | Semifinales                  | Semifinales                  | Semifinales                  |   |               | Final                   | Final                   | Final                   |  |
|  | 26 y 27 de abril - 3 de mayo | 26 y 27 de abril - 3 de mayo | 26 y 27 de abril - 3 de mayo |   |               | 11 de mayo - 18 de mayo | 11 de mayo - 18 de mayo | 11 de mayo - 18 de mayo |  |
|  |                              |                              |                              |   |               |                         |                         |                         |  |
|  |                              |                              |                              |   |               |                         |                         |                         |  |
|  | Auckland City                | 3                            | 1                            |   |               |                         |                         |                         |  |
|  | Auckland City                | 3                            | 1                            |   |               |                         |                         |                         |  |
|  | Pirae                        | 0                            | 2                            |   |               |                         |                         |                         |  |
|  | Pirae                        | 0                            | 2                            |   | Auckland City | 1                       | 2                       |                         |  |
|  |                              |                              |                              |   | Auckland City | 1                       | 2                       |                         |  |
|  |                              |                              | Amicale                      | 1 | 1             |                         |                         |                         |  |
|  | Ba                           | 1                            | Amicale                      | 1 | 1             | 0                       |                         |                         |  |
|  | Ba                           | 1                            |                              |   |               | 0                       |                         |                         |  |
|  | Amicale                      | 2                            | 0                            |   |               |                         |                         |                         |  |
|  | Amicale                      | 2                            | 0                            |   |               |                         |                         |                         |  |
|  |                              |                              |                              |   |               |                         |                         |                         |  |

### Semifinales
| 26 de abril de 2014, 14:00 | Auckland City                     | 3:0 (1:0) | Pirae | Kiwitea Street, Auckland |                          |
|                            | Tade 36' 90+3' · João Moreira 68' | Reporte   |       | Árbitro(s): Bruce George | Árbitro(s): Bruce George |

| 3 de mayo de 2014, 20:45 | Pirae                 | 2:1 (2:1) | Auckland City    | Stade Fautaua, Pirae                |                                     |
|                          | Tepa 4' · Bennett 40' | Reporte   | João Moreira 45' | Árbitro(s): Isidore Assiene-Ambassa | Árbitro(s): Isidore Assiene-Ambassa |

| 27 de abril de 2014, 13:00 | Ba         | 1:2 (1:0) | Amicale               | Govind Park, Ba           |                           |
|                            | Suwamy 11' | Reporte   | Fred 59' · Tangis 60' | Árbitro(s): Kader Zitouni | Árbitro(s): Kader Zitouni |

| 3 de mayo de 2014, 14:30 | Amicale | 0:0     | Ba | Korman Stadium, Port Vila                              |                                                        |
|                          |         | Reporte |    | Asistencia: 9 000 espectadores Árbitro(s): George Time | Asistencia: 9 000 espectadores Árbitro(s): George Time |

### Final
| 10 de mayo de 2014, 14:00 | Amicale  | 1:1 (0:1) | Auckland City | Korman Stadium, Port Vila                                |                                                          |
|                           | Fred 75' | Reporte   | Tade 29'      | Asistencia: 9 500 espectadores Árbitro(s): Kader Zitouni | Asistencia: 9 500 espectadores Árbitro(s): Kader Zitouni |

| 18 de mayo de 2014, 14:00 | Auckland City           | 2:1 (0:1) | Amicale      | Kiwitea Street, Auckland   |                            |
|                           | de Vries 67' · Tade 87' | Reporte   | Tangis 45+1' | Árbitro(s): Norbert Hauata | Árbitro(s): Norbert Hauata |

| Bandera de Nueva Zelanda        |
| Campeón Auckland City 6º título |

## Estadísticas

### Goleadores
| Jugador              | Equipo           | Goles |
| -------------------- | ---------------- | ----- |
| Naea Bennett         | Pirae            | 6     |
| Emiliano Tade        | Auckland City    | 6     |
| Micah Lea'alafa      | Solomon Warriors | 4     |
| João Moreira         | Auckland City    | 4     |
| Kensi Tangis         | Amicale          | 4     |
| Nikola Vasilic       | Amicale          | 3     |
| James Naka           | Solomon Warriors | 3     |
| Raimana Li Fung Kuee | Pirae            | 3     |
| Jimmy Tepa           | Pirae            | 3     |
| Dominique Fred       | Amicale          | 3     |

### Tabla acumulada
| #  | Club             | Pts | J | G | E | P | GF | GC | GD  | Rend  |
| -- | ---------------- | --- | - | - | - | - | -- | -- | --- | ----- |
| 1  | Auckland City    | 13  | 7 | 4 | 1 | 2 | 13 | 5  | 8   | 61,9% |
| 2  | Amicale          | 14  | 7 | 4 | 2 | 1 | 12 | 4  | 8   | 66,6% |
| 3  | Pirae            | 12  | 5 | 4 | 0 | 1 | 15 | 6  | 9   | 80%   |
| 4  | Ba               | 8   | 5 | 2 | 2 | 1 | 8  | 3  | 5   | 53,3% |
| 5  | Solomon Warriors | 4   | 3 | 1 | 1 | 1 | 10 | 3  | 7   | 44,4% |
| 6  | Magenta          | 4   | 3 | 1 | 1 | 1 | 5  | 5  | 0   | 44,4% |
| 7  | Waitakere United | 4   | 3 | 1 | 1 | 1 | 4  | 4  | 0   | 44,4% |
| 8  | Dragon           | 3   | 3 | 1 | 0 | 2 | 5  | 4  | 1   | 33,3% |
| 9  | Tafea            | 3   | 3 | 1 | 0 | 2 | 4  | 8  | -4  | 33,3% |
| 10 | Hekari United    | 2   | 3 | 0 | 2 | 1 | 4  | 6  | -2  | 22,2% |
| 11 | Nadi             | 0   | 3 | 0 | 0 | 3 | 0  | 14 | -14 | 0%    |
| 12 | Kiwi             | 0   | 3 | 0 | 0 | 3 | 0  | 18 | -18 | 0%    |